# Cavalier (Dakota Północna)
Cavalier – miasto w Stanach Zjednoczonych, w stanie Dakota Północna, siedziba administracyjna hrabstwa Pembina.